# Krevní paraziti ptáků
Krevní paraziti (krvinkovky, Haematozoa) se u ptaků vyskytují běžně. Nejčastěji zjišťovanými jsou protozoa z čeledě Plasmodiidae a to z rodů Plasmodium, Haemoproteus a Leucocytozoon. Nepohlavní část jejich vývoje probíhá v ptácích, pohlavní část sporogonie v bezobratlých vektorech. U ptáků probíhají nákazy většinou inaparentně.

## Plasmodióza
Plasmodióza (ptačí malárie) je parazitární onemocnění způsobované prvoky z rodu Plasmodium. Popsána byla u mnoha ptačích druhů, výskyt je kosmopolitní. Klinický průběh plasmodiózy zavisí na virulenci infikujících plasmodií (patogenní vs. Nepatogenní) i druhu a věku hostitele.
U ptáků bylo izolováno a popsáno více než 35 druhů plasmodií, např. u hrabavých ptáků Plasmodium praecox, P. gallinaceum, P. raupachi aj., u papoušků pak P. relictum, P. nucleophilum, P. vaughani aj.

### Vývojový cyklusPlasmodiumspp.
Vývoj ptačích i savčích plasmodií je v podstatě shodný. Vnímavý ptačí hostitel je nakažen infekčnímí sporozoity prostřednictvím vektora (komáři rodů Culex, Aedes, zřídka Anopheles) při sání krve. Sporozoity se šíří krevní cestou a napadají endotelové buňky v mnoha orgánech (plíce, mozek, slezina, játra), kde se transformují v kryptozoity. Zvětšují se a nepohlavním množením vytvářejí schizonty s velkým množstvím merozoitů (exoerytrocytární merogonie). Uvolněné merozoity opakují asexuální reprodukci v orgánech a po několika cyklech část z nich napadá erytrocyty, ve kterých probíhá nepohlavní schizogonii. Parazitární metabolismus mění hemoglobin na žlutočerný pigment (hemozoin). Erytrocytární merozoity (počet je druhově charakteristický) uvolněné z porušených erytrocytů se mohou vrátit k exoerytrocytární merogonii, nebo opakují erytrocytární merogonii. Část z nich se mění v krvi na samčí a samičí gametocyty, ale jejich vývoj dál nepokračuje. Gametocyty některých druhů plasmodií deformují erytrocyty a odtlačují jádro k periférii. Po nasátí krve komárem pokračuje další vývoj. Gametocyty se v žaludku samičky komára uvolňují z erytrocytů a dozrávají v mikro- a makrogamety. Po kopulaci vzniklá zygota se postupně mění v pohyblivý ookinet, který proniká stěnou žaludku, mění s v oocystu, ve které postupným dělením vznikají sporozoity. Ty po prasknutí stěny oocysty se dostávají hemolymfou do slinných žláz vektora. Při sání krve je komár společně se slinami inokuluje do krve dalšího hostitele.

### Klinické příznaky nemoci
Inkubační doba závisí na druhu plasmodií a množství inokulovaných sporozoitů. Plasmodióza u ptáků nemá tak zhoubný charakter jako u savců a většinou probíhá bez výrazných klinických příznaků. Ojediněle se mohou pozorovat nejistá chůze, anorexie, netečnost, zvracení, dyspnoe, hemolytická anémie až úhyn. Patologický nález je charakterizován zvětšenou slezinou a nálezem vývojových stadií v postižených orgánech a erytrocytech.

## Hemoproteóza
Hemoproteóza je parazitární onemocnění vyvolávané prvoky z rodu Haemoproteus; z plasmodiidóz se vyskytuje relativně nejčastěji. Jejich rozšíření je celosvětové, mohou se nacházet v periferní krvi mnoha ptačích druhů. Patogenita je obecně malá a postižení ptáci jen výjimečně vykazují klinické známky nemoci. Sexuální vývoj parazita probíhá v mezihostiteli a asexuální vývoj v ptačím hostiteli.
Popsáno bylo více než 120 druhů, nejznámější jsou Haemoproteus columbae, H. meleagridis a H. handai. Každý druh má limitovaný počet hostitelů, ale není hostitelsky specifický.
Přirozeným hostitelem jsou holubi, krůty, volně žijící ptáci, exotičtí ptáci (pozitivní nálezy zejména u importovaných ptáků a odchytů z přírody) a mnoho dalších ptačích druhů.

### Vývojový cyklusHaemoproteusspp.
Vývoj je podobný jako u plasmodií. Na rozdíl od nich však schizogonie probíhá pouze v endoteliálních buňkách krevních cév různých parenchymatózních orgánů (plíce, játra, slezina, kostní dřeň) a teprve merozoity vzniklé v endotelu napadají erytrocyty. V erytrocytech probíhá gametogonie za vzniku banánovitých gametocytů s tvorbou pigmentu (hemozoin) a bez změny tvaru napadeného erytrocytu. Sporogonie se uskutečňuje v mezihostiteli, kterým jsou nejčastěji klošovití (Hippoboscida) nebo pakomárcovití (Ceratopogonidae).

### Klinické příznaky nemoci
Infekce probíhají inaparentně nebo s mírnými klinickými příznaky jako jsou hemolytická anémie, tělesná slabost, vyhublost, anorexie, průjem a deprese. U závodních holubů je nápadná zhoršená kondice. Při pitvě se mohou zjišťovat zvětšená játra i slezina a pulmonální edém.

## Leukocytozoóza
Leukocytozoóza je parazitární onemocnění způsobované prvoky z rodu Leucocytozoon; vyskytuje se kosmopolitně u mnoha druhů ptáků domestikovaných i divoce žijících. Ekonomické ztráty byly pozorovány jen u mladé drůbeže. Přirozeným hostitelem jsou Galliformes, Anseriformes, andulky a volně žijící ptáci.
Popsáno bylo více než 60 druhů, mezi nimi např. Leucocytozoon simondi (syn. L. anatis, L. anseris), L. smithi, L. sabrazezi, L. galli, L. caulleryi (syn. L. andrewsi, L. schueffneri) aj. Některé druhy jsou specifikovány na určitého hostitele, jiné mají širší okruh hostitelů. V jižní Africe jsou u pštrosů časté asymptomní infekce L. struthionis přenášené muchničkami.

### Vývojový cyklusLeucocytozoonspp.
Schizogonie probíhá v makrofázích nebo extracelulárně v játrech, srdci, slezině, plicích, kostní dřeni a mozku; gametogonie v erytrocytech i leukocytech ptačího hostitele. Na rozdíl od Haemoproteus spp. neprodukují pigment a podstatně mění tvar infikované buňky, která se stává vřetenovitou. Jádro hostitelské buňky je přitlačeno k okraji. Sporogonie se uskutečňuje v mezihosteli, kterým jsou muchničkovití (Simuliidae) a pakomárci (Culicoides).

### Klinické příznaky nemoci
Výskyt onemocnění je častější v letních a teplých měsících. Po 6-10denní inkubační době se dostavuje horečnatý stav spojený s nechutenstvím, dyspnoe, skleslostí a ospalostí. Objevují se pohybové poruchy, často i křeče (opistotonus), anémie, žlutavý průjem a případně i úhyn. Někdy má nemoc mírnější průběh, zejména u starších ptáků, a může proběhnout beze ztrát. V krajinách, kde se nemoc vyskytuje častěji, zůstávají rezervoárem starší kachny domácí, popřípadě divoké kachny nebo jiní ptáci. Pitevní nález je charakterizován anémií, leukocytózou (přechodné zvýšení počtu leukocytů v krvi), zvětšenou slezinou a játry.

## Diagnostika, terapie a prevence
Diagnóza plasmodiidóz je převážně založena na průkazu původce v krevních nátěrech anebo histologicky v postižených tkáních. Odlišit by se měly otrava olovem a anémie z jiných příčin.
Léčba není propracovaná, používají se s různým úspěchem antikokcidika a antimalarika (pyrimethamin, sulfonamidy, chinin, chloroquin, atebrin). Preventivně je důležité zabránit styku ptáků s mezihostiteli (dezinsekce, repelentní přípravky).